# Шентвид-при-Гробелнем
Шентвид-при-Гробелнем (словен. Šentvid pri Grobelnem) — поселення в общині Шмарє-при-Єлшах, Савинський регіон, Словенія. 
Висота над рівнем моря: 283,1 м.